# Johan Ludvig Runebergs staty
Johan Ludvig Runebergs staty är en staty som ligger i Esplanadparken i Gardesstaden i Helsingfors. Statyn föreställer Finlands nationalskald Johan Ludvig Runeberg (1804-1877) och är gjord av hans son, skulptören Walter Runeberg.
Johan Ludvig Runeberg är avbildad i cirka 55 års ålder, iklädd prästrock. Det var så han brukade vara klädd då han arbetade som lärare vid Borgå gymnasium. Han håller högra handen på bröstet som om han skulle vara i färd med att hålla ett tal.
Vid sockeln står en ung kvinna insvept i björnhud som symboliserar Finland. Hon håller i en lagerkrans och en texttavla med tre strofer ur ”Vårt land” på svenska. På sockeln står det ”Af Finlands folk” på svenska och ”Suomen kansa Maamme laulajalle” på finska (Av Finlands folk till Vårt lands skald).
Runebergs namn nämns ingenstans på monumentet, eftersom det ansågs vara en självklarhet att statyn föreställde honom. Statyn avtäcktes under stora festligheter inför 20 000 människor den 6 maj 1885, åtta år efter nationalskaldens död. Den 30 maj samma år avtäcktes en motsvarande staty i brons i Borgå, dock utan kvinnofiguren. Statyerna bidrog till att upprätthålla den kult som byggdes upp kring nationalskalden.

## Bilder

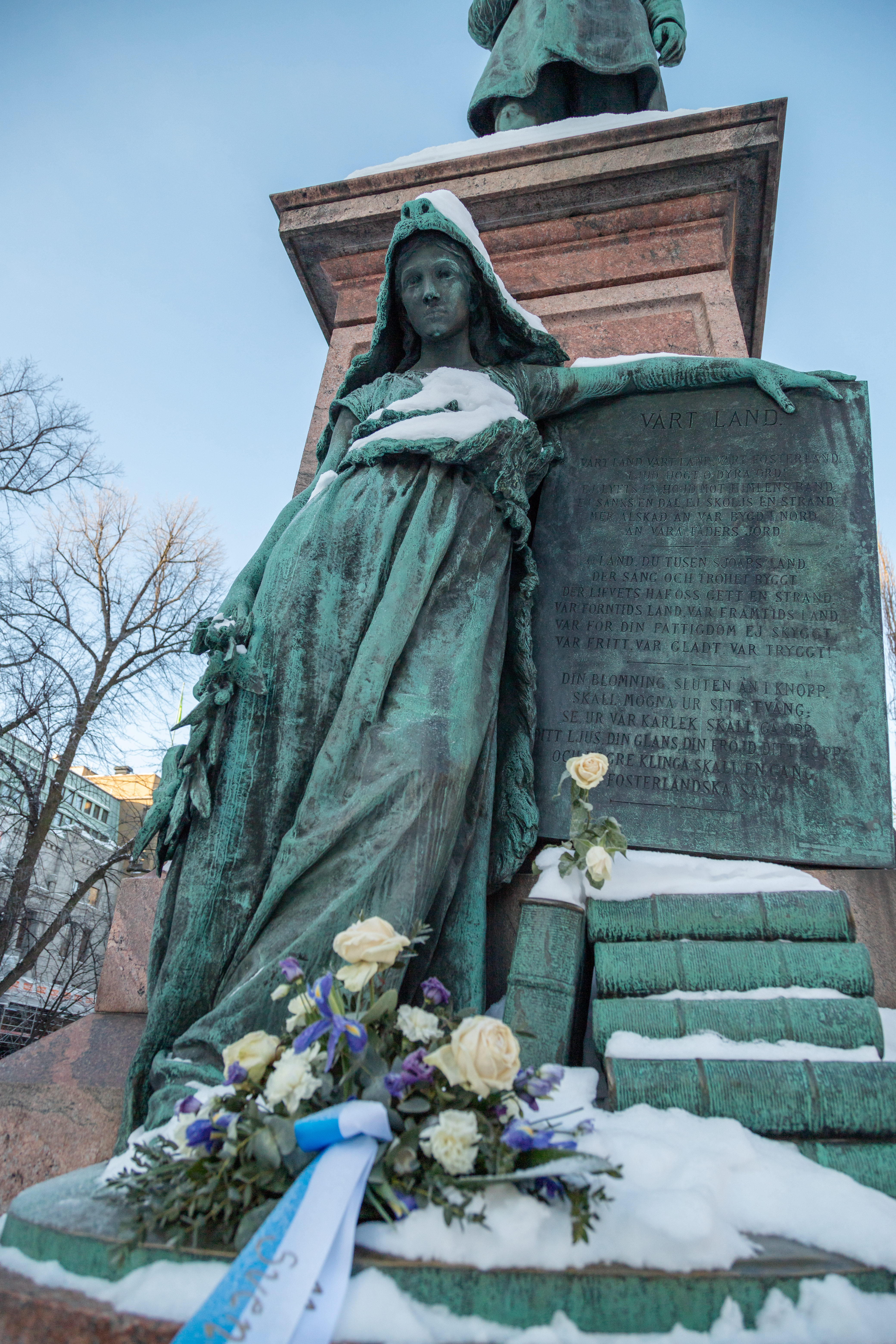
Texttavla med tre strofer ur ”Vårt land” på svenska invid Johan Ludvig Runebergs staty
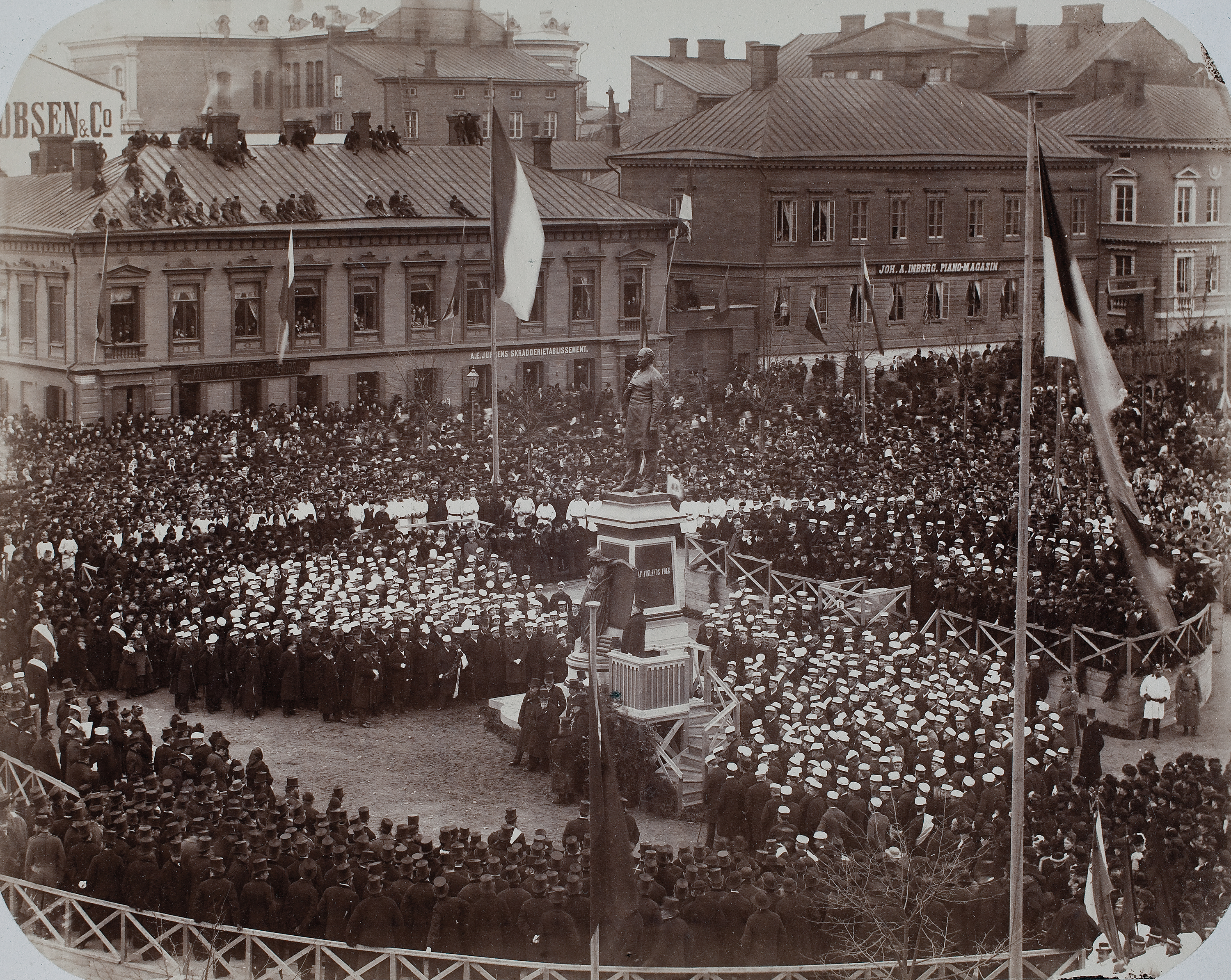
Bild på avtäckningsceremonin
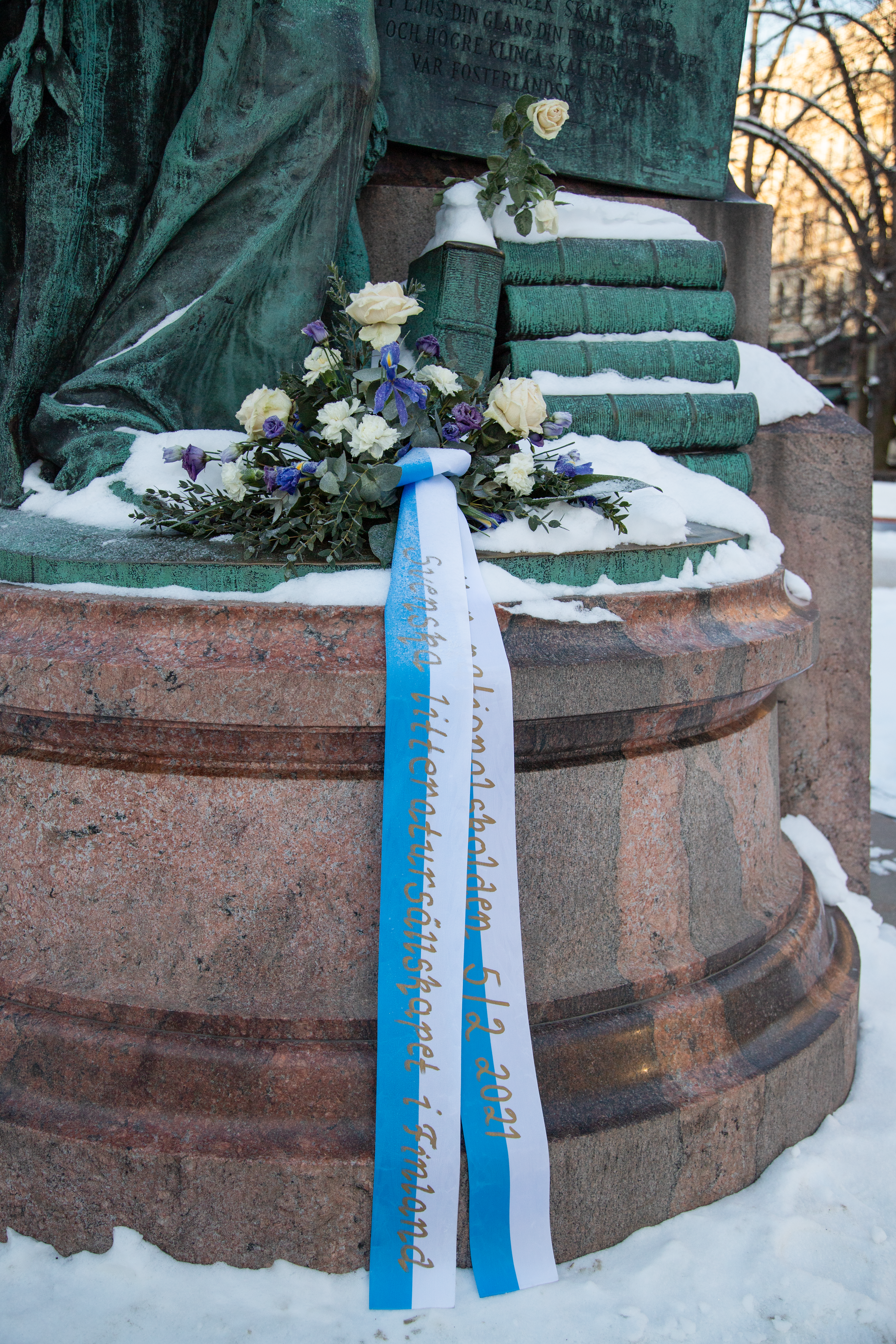
Johan Ludvig Runeberg staty med Svenska litteratursällskapet i Finland (SLS) minnesblommor
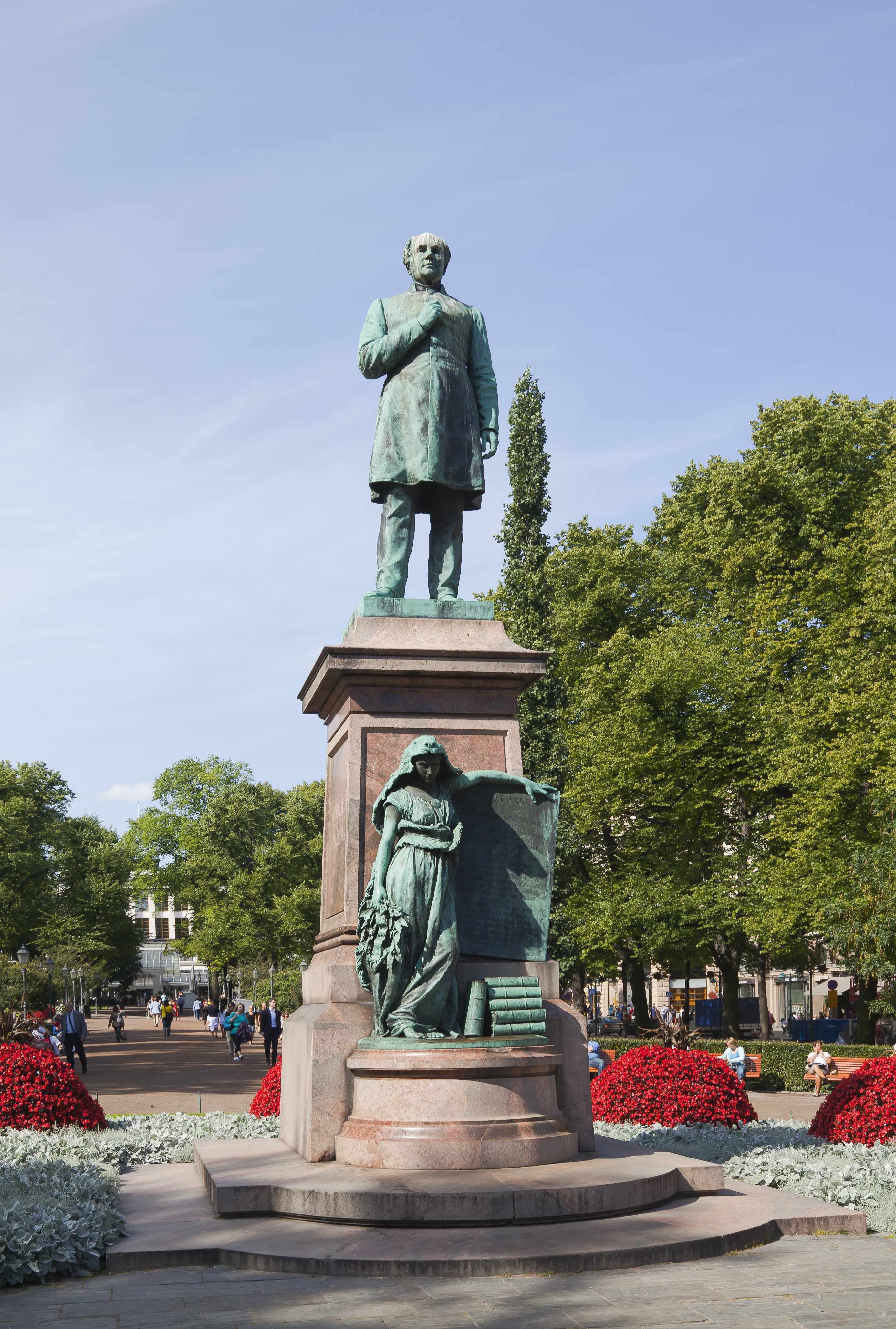
Johan Ludvig Runebergs staty